# Ren Xiong

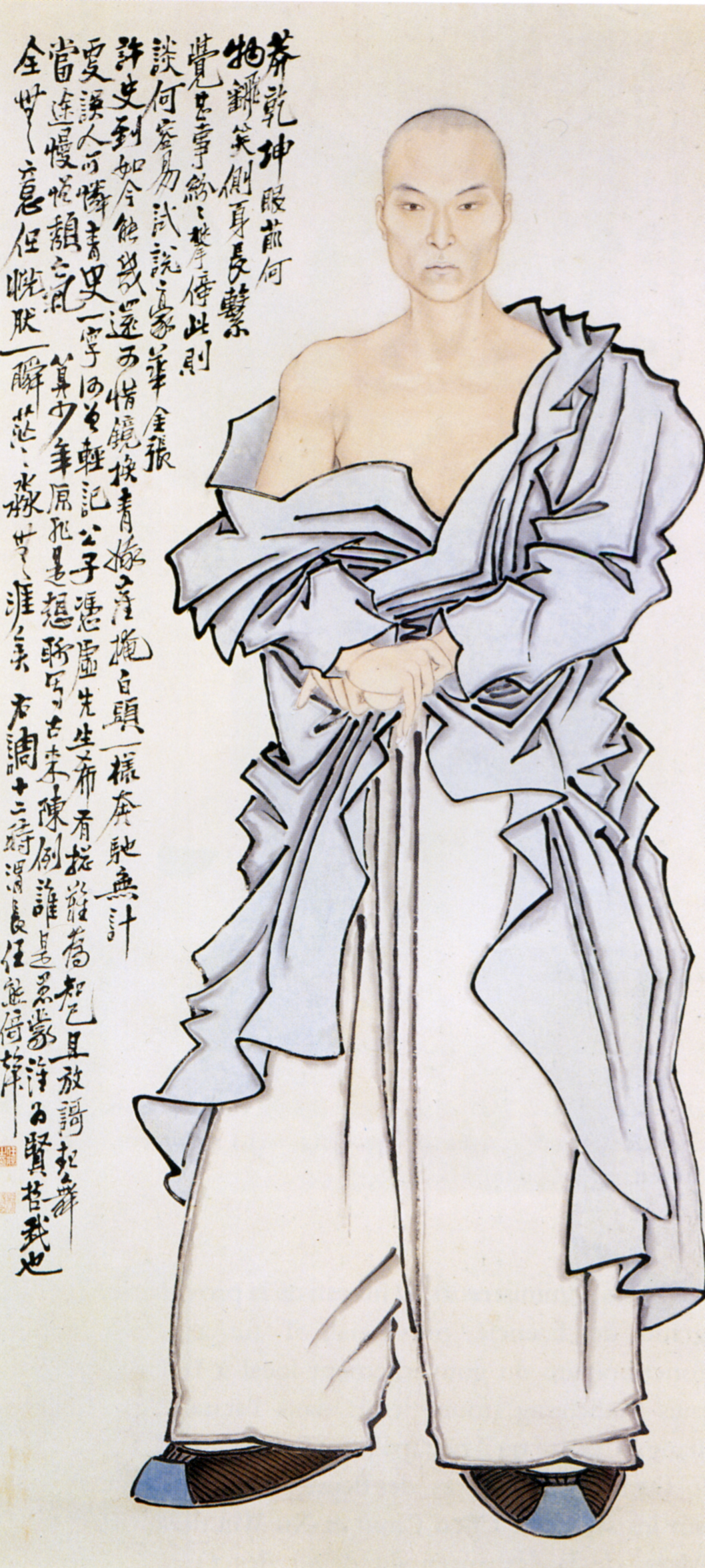
Ren Xiong – Selbstporträt (1857, Tusche und Farbe auf Papier, 177,5 × 78,8 cm, Palastmuseum, Peking)

Ren Xiong (Chinesisch: 任熊; Pinyin: Rèn Xióng; 19. Juli 1823 – 23. November 1857) war ein chinesischer Künstler aus Xiaoshan, Zhejiang.
Er war Teil der künstlerischen Gruppierung „Vier Rens“ (Mitglieder: Ren Xiong, Ren Xun, Ren Yu und Ren Yi) aus Shanghai.

## Biographie
Ren Xiong wurde im Jahr 1823 in Xiaoshan geboren. Aufgewachsen in einfachen Sozialverhältnissen, entdeckte Ren Xiong bereits in seinen Jugendjahren eine Passion für die Malerei. Zunächst nahm er klassischen Unterricht bei einem örtlichen Porträtisten, der ihn in der klassischen Porträt-Malerei unterwies. Ren Xiong begann sich jedoch bald von den typisch idealisierten Porträts der Qing Dynastie zu distanzieren und zeichnete Bilder in seinem ganz eigenen Stil. Möglichst realistisch und wirklichkeitsgetreu begann er Menschen mit körperlichen Schönheitsmakeln zu porträtieren.
Sein künstlerisches Schaffen ermöglichte es Ren Xiong in Shanghai mittels seiner Partizipation an der Kunstgruppe der „Vier Rens“ auch innerhalb aristokratischer Kreise große Popularität zu gewinnen.
Bereits im Alter von 35 Jahren verstarb der Künstler an den Folgen einer Tuberkulose-Erkrankung. Sein Œuvre umfasst neben zahlreichen Natur- und Landschaftsmalereien auch sein bekanntes Selbstporträt, das er im Jahr seines Todes anfertigte.

## Das Selbstporträt
Im Jahr 1857, wenige Monate vor seinem Tod, fertigte Ren Xiong sein Selbstporträt an. Als Zielmedium wählte er eine Hängerolle aus Papier, auf die er mit Tusche und Farbe zeichnete. Die Größe umfasst 177,5 × 78,5 cm und entspricht damit höchstwahrscheinlich Ren Xiongs eigener Körpergröße. Der schematisierte und grafische Zeichenstil entspricht nicht den traditionellen Porträtzeichnungen der Qing-Dynastie.

### Inschrift
Links neben dem gezeichneten Porträt befindet sich eine kalligraphisch gestaltete Inschrift. Ren Xiong bedient sich bei der poetischen Ausgestaltung dieser, der klassische und freien chinesische Versform Ci. Thematisch greift Ren Xiong die innere und soziale Zerrissenheit innerhalb einer Gesellschaft auf, in der auch er sich Zeit seines Lebens zwischen großer Armut und der Aristokratie bewegte.

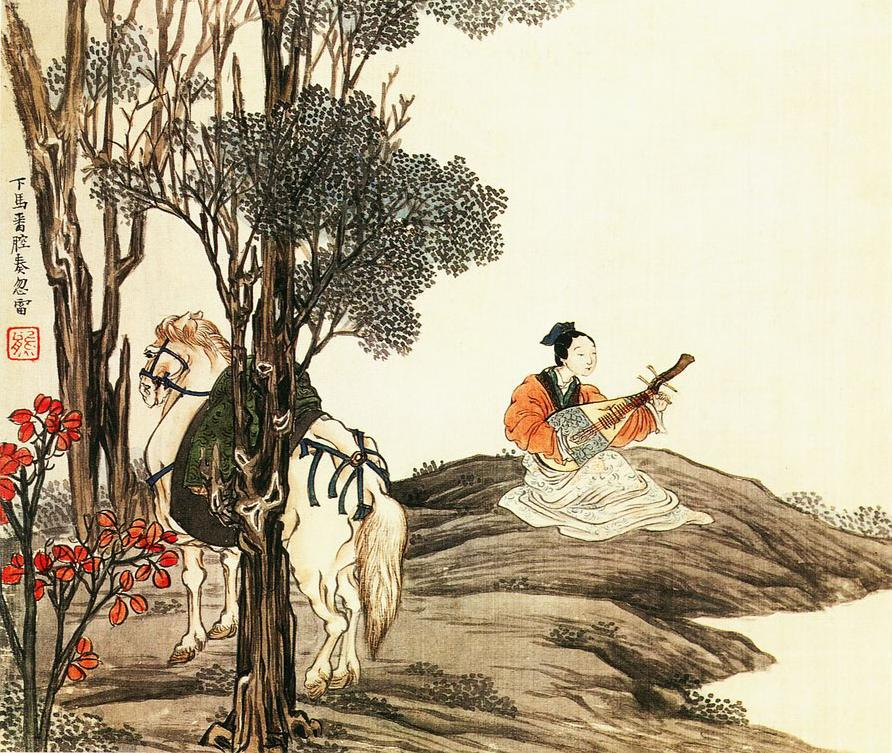
Nach den Gedichten von Da Mei
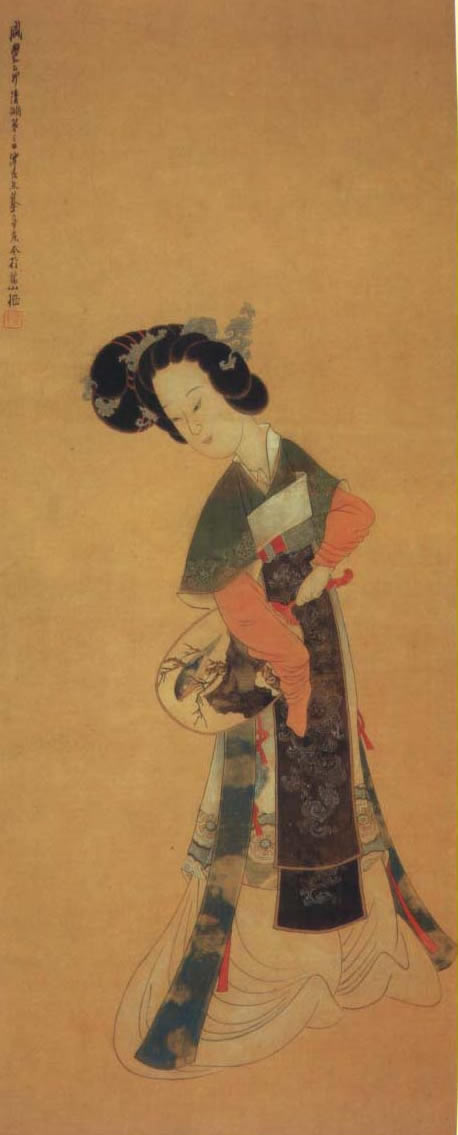
[Titel unbekannt]
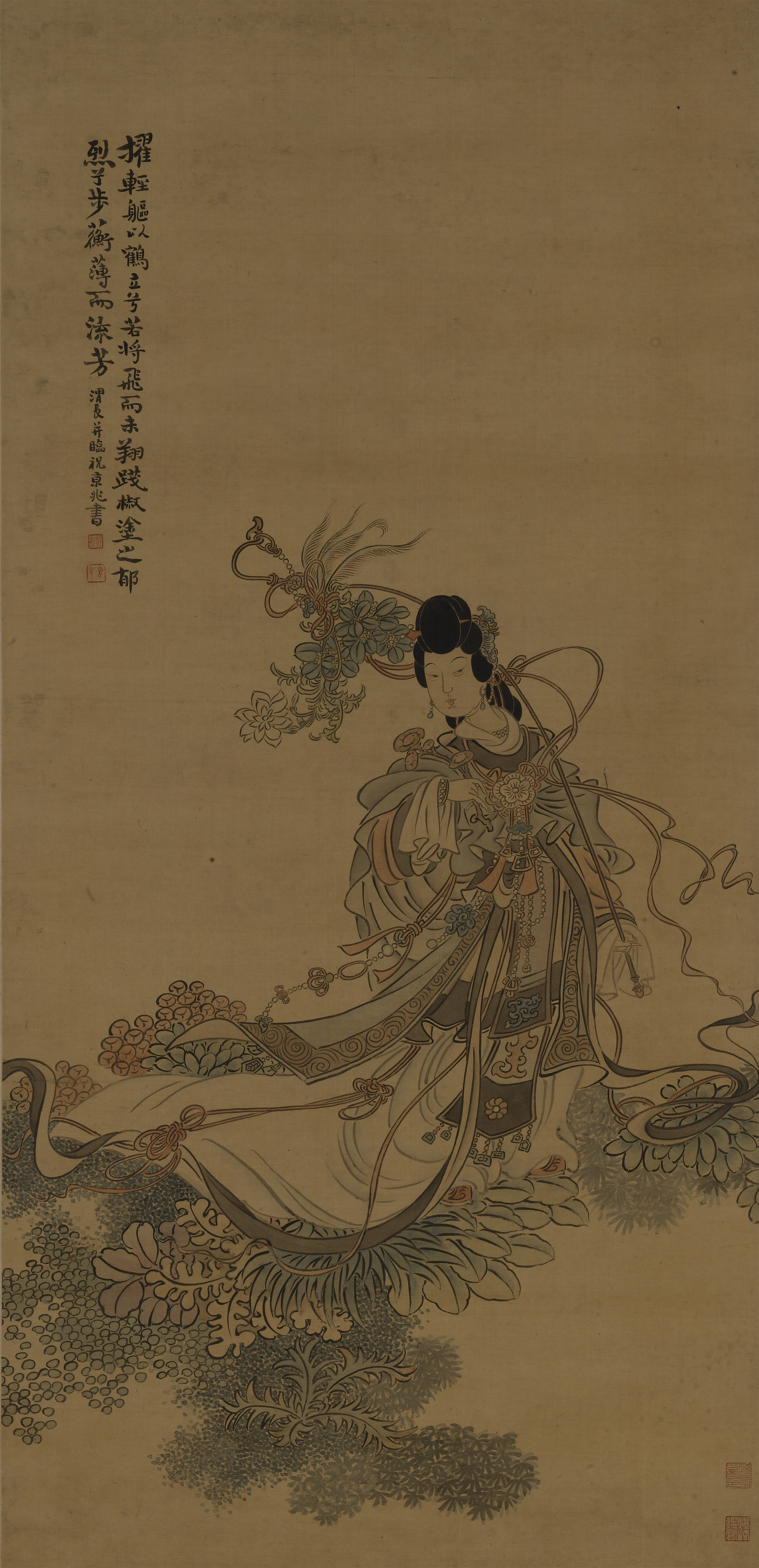
Die Göttin des Luo Flusses